# Saison 2 de La Cinquième Dimension
Chronologie
Saison 1 de La Cinquième Dimension Saison 3 de La Cinquième Dimension
Cet article présente le guide de la deuxième saison de la série télévisée La Cinquième Dimension.

## Épisodes

### Épisode 25a:Le King
- États-Unis : 27 septembre 1986
- France :

- Jeff Yagher (Gary Pitkin / Elvis)
- Lisa Jane Persky (Sandra)

### Épisode 25b:Un mot pour le dire
- États-Unis : 27 septembre 1986
- France :

- Shelley Duvall (Margaret)

Pas de narration au début de l'histoire.

### Épisode 26a:À quoi servent les amis?
- États-Unis : 4 octobre 1986
- France :

- Tom Skerritt (Alex)
- Fred Savage (Jeff)
- Lukas Haas (Mike)

Alex et Jeff sont père et fils. Jeff, qui est fils unique, souffre de solitude. Ses parents sont divorcés et il a du mal à se faire des amis. Peu après, le père et le fils s'installent dans une maison de campagne. Jeff se fait un ami, Mike, et Alex ne voit aucune objection à cela jusqu'au jour où Jeff manque de périr étouffé sous les vestiges d'une vieille cabane. À la suite de cela, Alex interdit à son fils de revoir Mike. Il préfère que Jeff sympathise avec les deux garçons et la fille de son chef de service, mais au cours d'une réception, Jeff se fâche avec eux. Il va retrouver Mike, qui lui dit qu'il ne l'aime plus et ne veut plus jouer avec lui. Par conséquent, Jeff décide de présenter ses excuses aux autres enfants.

### Épisode 26b:L'Éternelle Jeunesse
- États-Unis : 4 octobre 1986
- France :

- Mimi Kennedy (Christie)
- Joseph Hacker (Marc)
- Barbara Horan (Shauna)

### Épisode 27a:Le Conteur
- États-Unis : 11 octobre 1986
- France :

- Glynnis O'Connor (Dorothy Livingston)
- David Faustino (Mica Frost)

### Épisode 27b:La Chanson de la nuit
- États-Unis : 11 octobre 1986
- France :

- Lisa Eilbacher (Andrea Fields)
- Antony Hamilton (Simon Locke)

### Épisode 28a:Le Mannequin
- États-Unis : 18 octobre 1986
- France :

- Terry Farrell (Marsha)

- Marsha se rend dans le magasin la nuit et doit insister pour qu'on lui ouvre (dans la version originale, elle est déjà dans le magasin au début de l'histoire.)
- Les détails qui montrent que les autres personnes sont des mannequins sont explicites par rapport à la version originale.
- Marsha se rend au rayon des jouets pour acheter un cadeau à sa fille, alors que dans la version originale, elle se rend au rayon couture afin d'échanger le dé à coudre usagé qu'elle comptait offrir à sa mère.

### Épisode 28b:L'Avenir du futur
- États-Unis : 18 octobre 1986
- France :

- Akosua Busia (Jenny Templeton)
- Cindy Harrell (Kathy)

### Épisode 28c:Jardin secret
- États-Unis : 18 octobre 1986
- France :

- George Wendt (Barney Schlessinger)
- Bernadette Birkett (Katy)
- Jeffrey Tambor (Milton)

Dans un monde parallèle, Barney Schlessinger est un inventeur riche célèbre et célibataire qui vient de s'offrir une soirée en compagnie de son meilleur ami et associé et de deux jeunes femmes célibataires, pour avoir gagné une somme d'argent importante.
Dans notre monde, Barney Schlessinger est un inventeur minable et modeste qui vit avec une femme qui le déteste et qui ne peut se déplacer qu'en train.

### Épisode 29:Le Don de l'enfer
- États-Unis : 4 décembre 1986
- France :

- Richard Mulligan (Ernest Ross)
- Anne Haney (Mary Ross)
- David Greenlee (Toby Ross)

- Premier des quatre épisodes de la saison 2 qui seront présents sur le volume 3 de la série.
- Pas de narration.

### Épisode 30:Le Piano complice
- États-Unis : 11 décembre 1986
- France :

- Joe Penny (Frost)
- Norman Fell (Eddie O'Hara)

### Épisode 31:J'étais au Canada
- États-Unis : 18 décembre 1986
- France :

- Cliff De Young  (Jeff McDowell)
- Margaret Klenck (Denise)

### Épisode 32a:La Carte de la dernière chance
- États-Unis : 21 février 1987
- France :

- Susan Blakely (Linda Wolfe Wilson)
- Virginia Kiser (Catherine Foley)
- William Atherton (Brian Wolfe)

### Épisode 32b:Le Futur antérieur
- États-Unis : 21 février 1987
- France :

- William Allen Young (John)
- Chris Mulkey (Ray)

### Épisode 33a:La Balade des souvenirs
- États-Unis : 21 mai 1987
- France :

- Robert Knepper (Alonzo)
- Brooke McCarter (Greg)
- Heidi Kozak (Deena)
- Tamara Mark (Adrienne)

### Épisode 33b:Sans abri
- États-Unis : 21 mai 1987
- France :

- Joe Mantegna (Harry Dobbs)
- Joan Allen (Sally)
- Jon Gries (Nick)

### Épisode 33c:Fréquence spéciale
- États-Unis : 21 mai 1987
- France :

- Scott Coffey (Keith Barnes )
- Andrew Robinson (Mr. Williams)

### Épisode 34a:Comment sauver Térésa Golowitz
- États-Unis : 10 juillet 1987
- France :

- Paul Sand (Bluestone )
- Gene Barry (Prince of Darkness)
- Kristi Lynes (Teresa Golowitz)

### Épisode 34b:Les Voix de la Terre
- États-Unis : 10 juillet 1987
- France :

- Martin Balsam (Donald Knowles)
- Jenny Agutter (Jacinda Carlyle)
- Wortham Krimmer  (Leader fantôme)

### Épisode 35a:L'Orée du monde
- États-Unis : 17 juillet 1987
- France :

- Pete Kowanko  (Tanner Smith)
- Jennifer Rubin  (Amy)
- Paul Benoît (Hoakie)
- Roberts Fleur (Le père d'Amy)

### Épisode 35b:Ma femme, mon amour
- États-Unis : 17 juillet 1987
- France :

- Linda Kelsey (Valerie)
- James Whitmore Jr. (Ira)
- Dennis Patrick (Marvin)